# Mileniul al III-lea î.Hr.
(Mileniul al IV-lea î.Hr. - Mileniul al III-lea î.Hr. - Mileniul al II-lea î.Hr. - alte secole și milenii)

Al treilea mileniu i.e.n. a durat din anul 3000 i.en. până în anul 2001 i.e.n. Perioada corespunde cu Epoca timpurie/mijlocie a Bronzului. Se manifestă tendința imperialismului, dorința a unui stat dezvoltat de a-și extinde influența politică, economică și culturală asupra altor state mai puțin dezvoltate, impunându-le propriile legi, prin cuceriri militare sau tratate comerciale și diplomatice. 
Marile centre culturale erau Egiptul și Irakul de azi. 
Populația umană la nivel global era de 30 de milioane de locuitori. 

## Evenimente
Epoca Bronzului a durat din anul 3000 i.en. până în anul 2500 i.en. Civilizațiile urbane au avansat, metalurgia bronzului se extindea în producția agricolă, și se dezvoltau noi mijloace de comunicare în formă scrisă. 
A avut loc ascensiunea elitelor de bogați, superiori fizic și intelectual, impunându-și propriile politici asupra maselor și ce puteau acumula mai multă bogăție și putere. Apărea conceptul de "lider"   ce își manifestă imperialismul, absolutismul organizat și revoluția internă. 
Oamenii începeau să construiască megastructuri arhitecturale. 
Civilizațiile Sumerului și Akkadului din Mesopotamia (Irakul de azi) erau o colecție de orașe-state între care existau relații comerciale pașnice sau conflicte reciproce. Conflictele neîntrerupte le-au secat însă de resurse, energie și populație. Era epoca în care câștigătorii obțineau totul, iar pierzătorii rămâneau cu nimic. Deși au existat o serie de războinici cuceritori, cel mai notabil a rămas Sargon al Akkadului care și-a extins imperiul în Mesopotamia și dincolo de frontierele sale naturale. 
După ani de războaie îndelungate, sumerienii au beneficiat de pe urma creării unei noi forme de guvernământ pașnic, bine organizat-un stat tehnocrat complex. Statul sumerian avea să înfrunte însă invaziile nomazilor numiți "amoriți". Încep să fie scrise primele poezii ca cea dedicată morții zeului Tammuz, zeul-pastor, sau Epopeea eroului Ghilgamesh, toate consemnate pe tăblițe, scrise în cuneiforme. Se desfășoară festivaluri religioase ce celebrează victoria zeului primăverii asupra zeiței haosului. 
O migrație majoră se desfășoară din Sahara Centrală (care anterior era populată de o vegetație și fauna densă) către vestul Africii datorită schimbării climatice. 
În Regatul Vechi al Egiptului, locuitorii construiau megastructuri funerare piramidale dedicate conducătorilor (faraoni) ce se considerau "divinități pământene" ce  se considerau diferiti  de restul maselor. Sunt dezvoltate metalurgia bronzului, meșteșugul sticlei, podoabelor și bijuteriilor din diferite metale prețioase importate din zone îndepărtate. 
În Europa neolitică, locuitorii construiau megastructuri megalitice circulare dedicate ceremoniilor religioase, iar pe insula Creta, Civilizația Minoică devenea primul centru de putere mediteranean, în vreme ce în Grecia se dezvoltau culturile heladice și cicladice. În Turcia de azi înflorește civilizația troiană. 
În India se dezvoltă civilizația Lothal. 
Populațiile austronesiene din Formosa colonizează Luzon, în nordul Filipinelor de azi.

## Oameni importanți

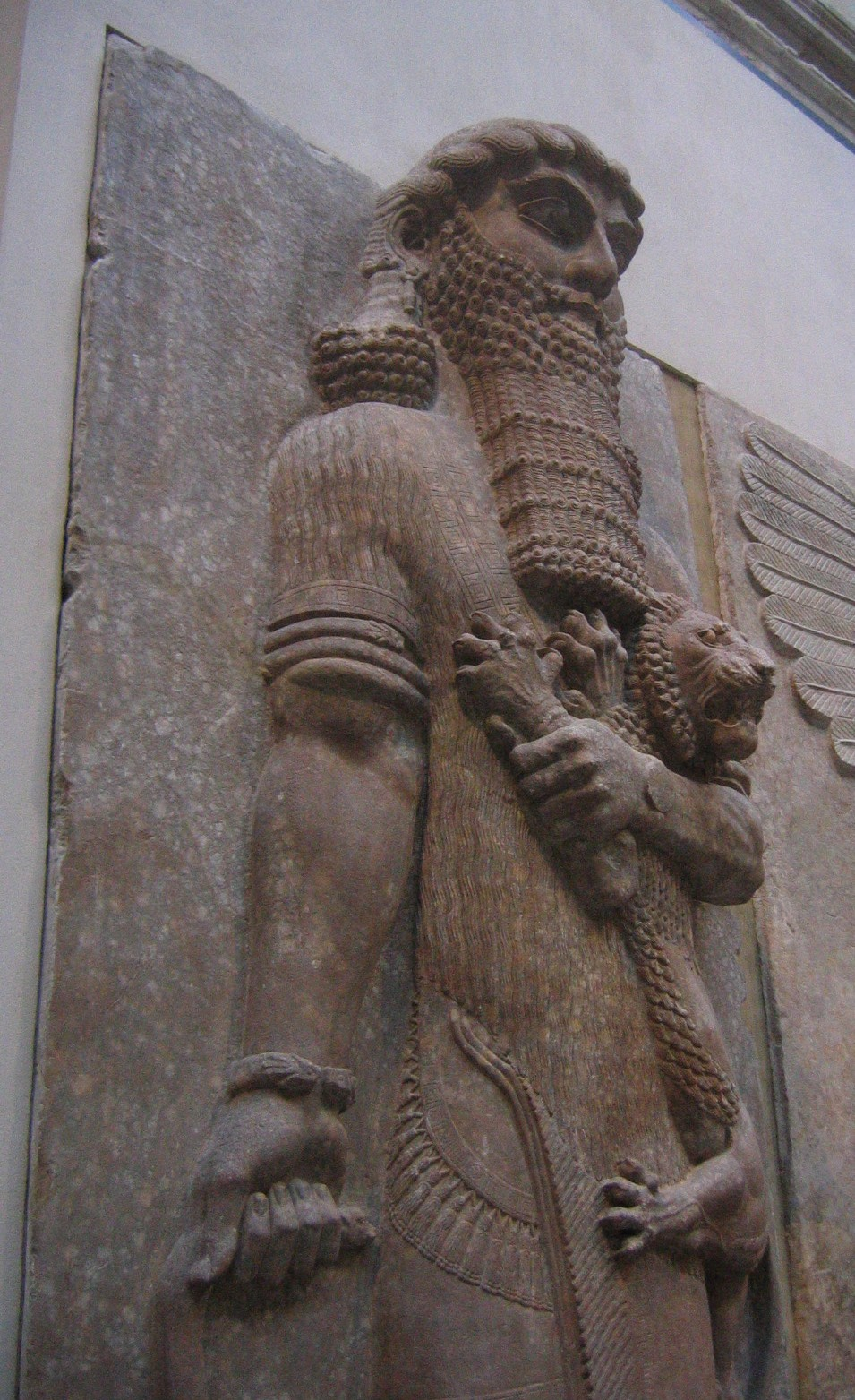
Ghilgamesh-cel de-al cincilea rege al primei dinastii din Uruk, imortalizat in prima lucrare literara cunoscuta ca Epopeea lui Ghilgamesh
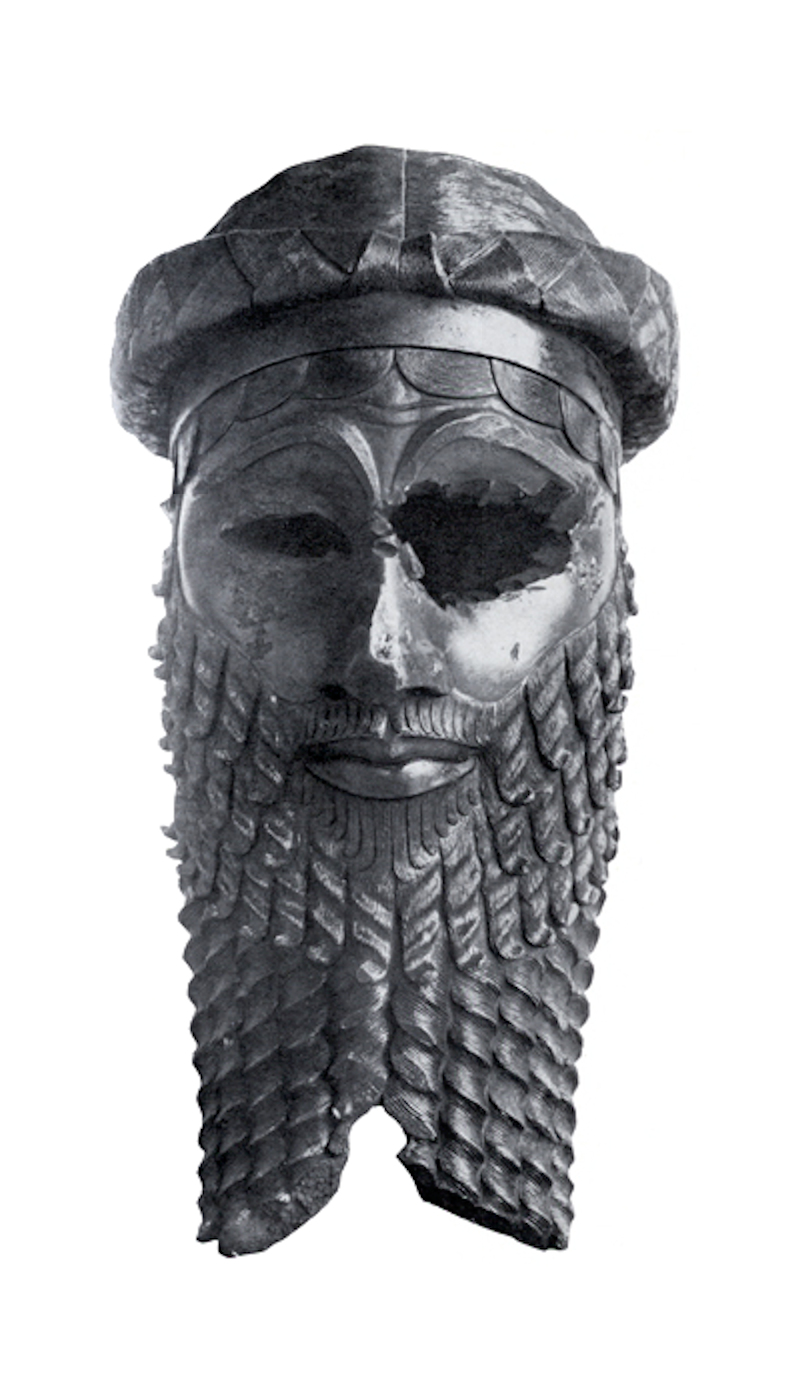
Sargon cel Mare, imparat al Akkadului si Sumerului
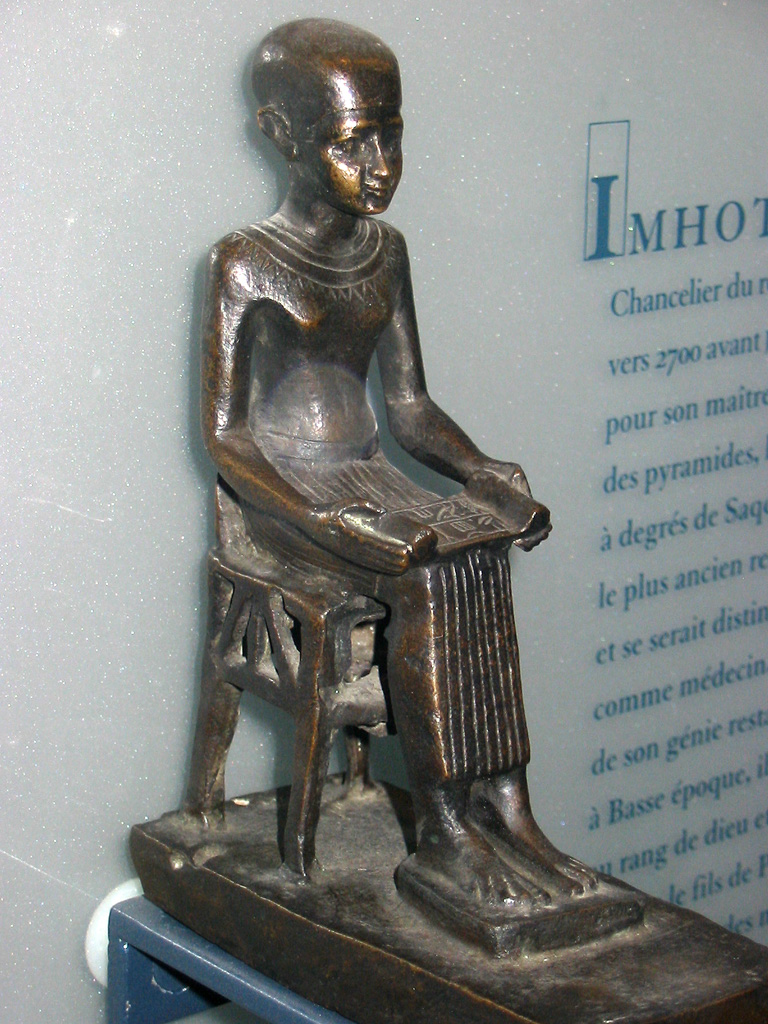
Imhotep, primul arhitect, medic si inginer egiptean  cunoscut din istorie, proclamat "zeu" postum
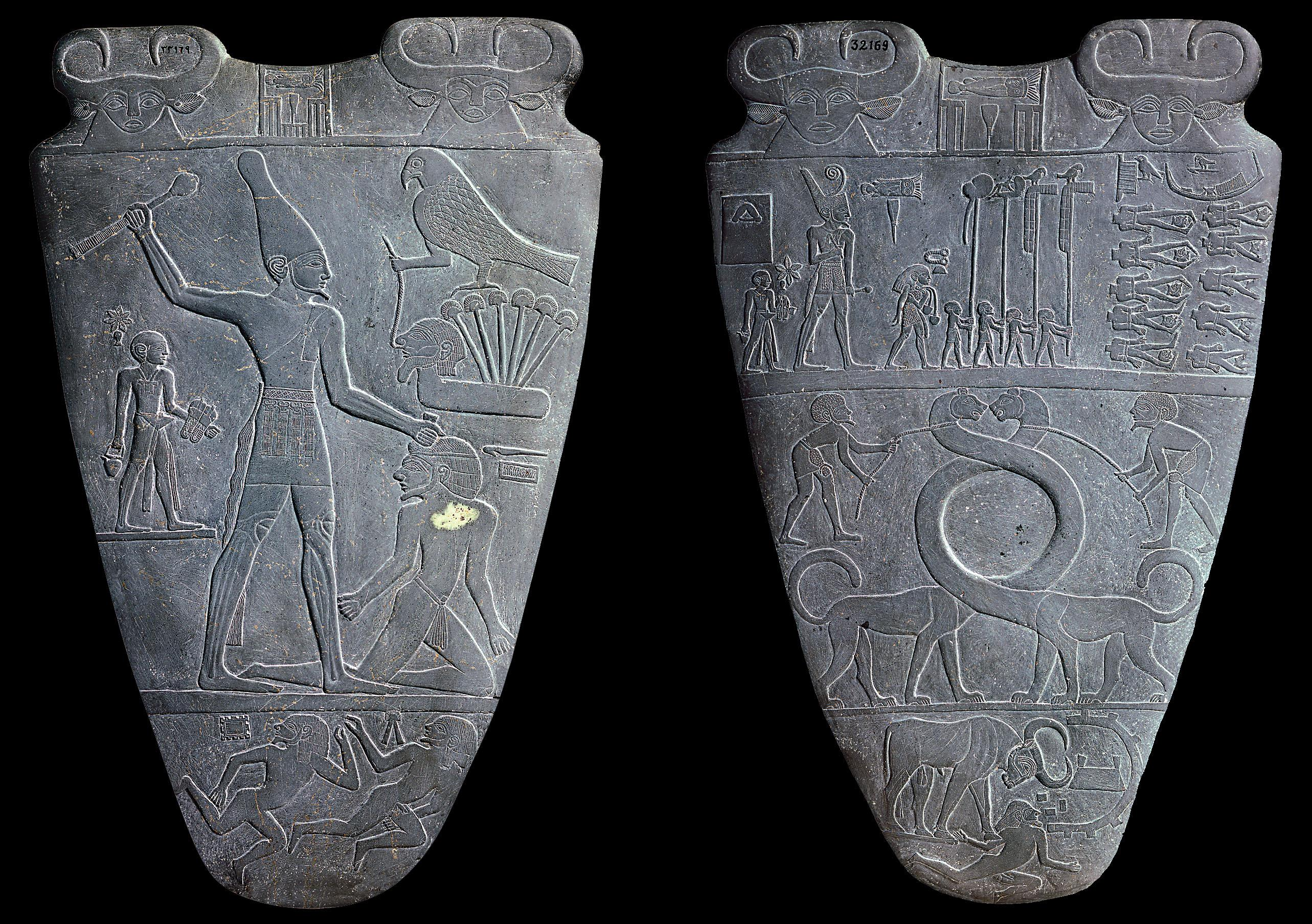
Narmer-primul faraon al Egiptului unificat si fondator al primei dinastii
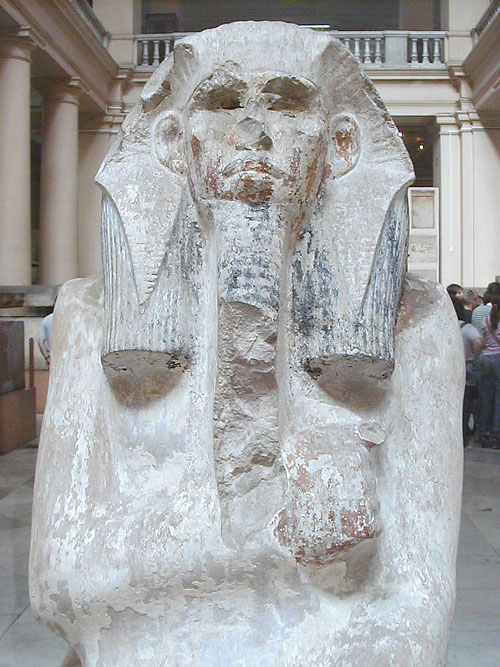
Djoser-faraon al Egiptului
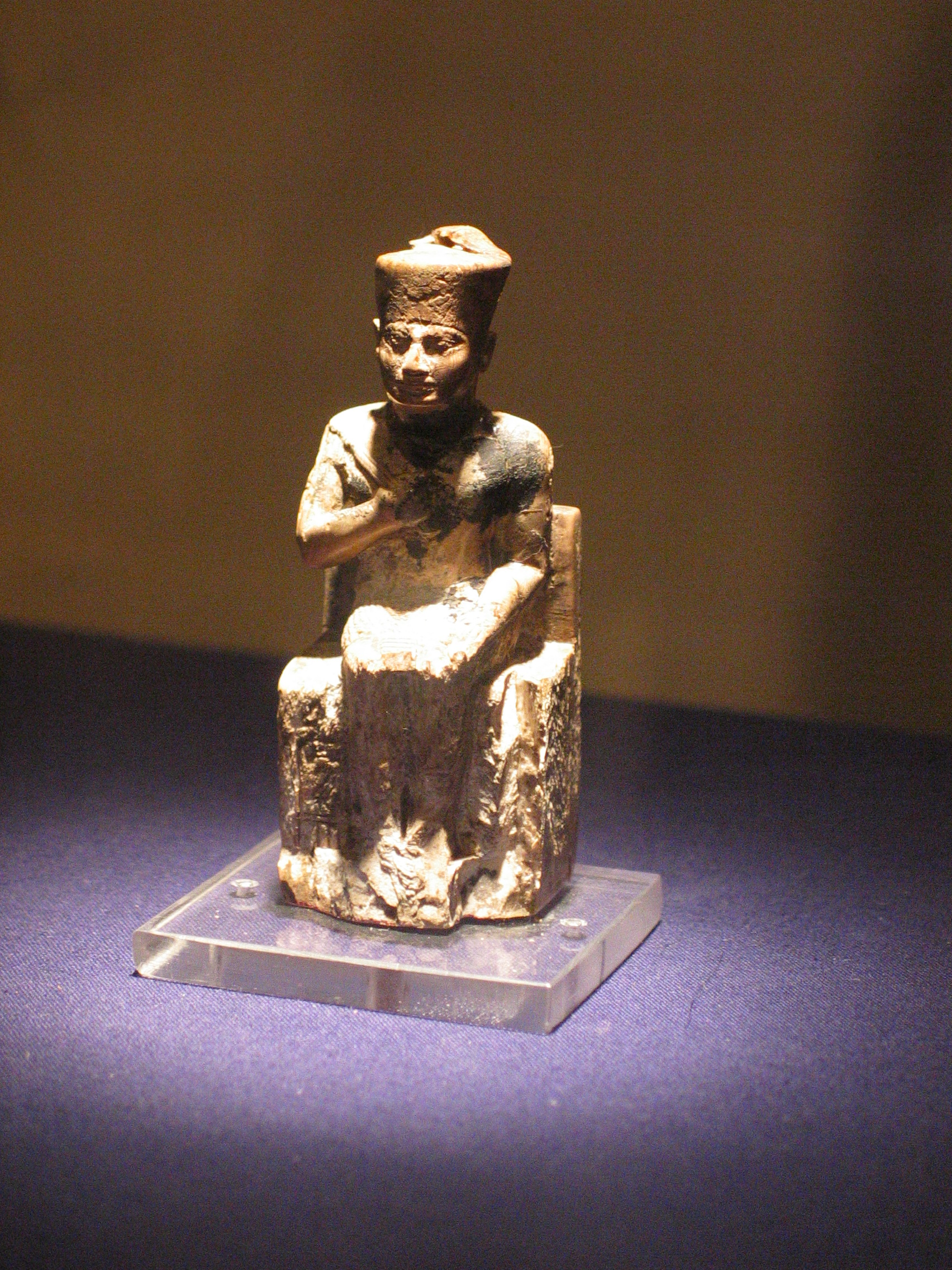
Khufu-faraon al Egiptului, constructor al Marii Piramide de la Giza
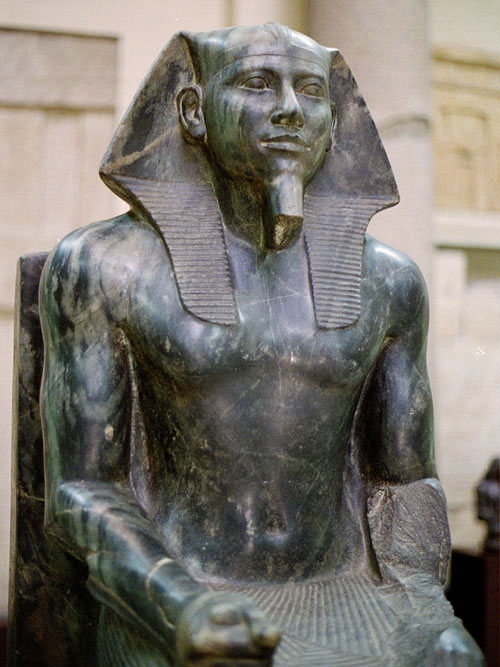
Khafra-faraon al Egiptului
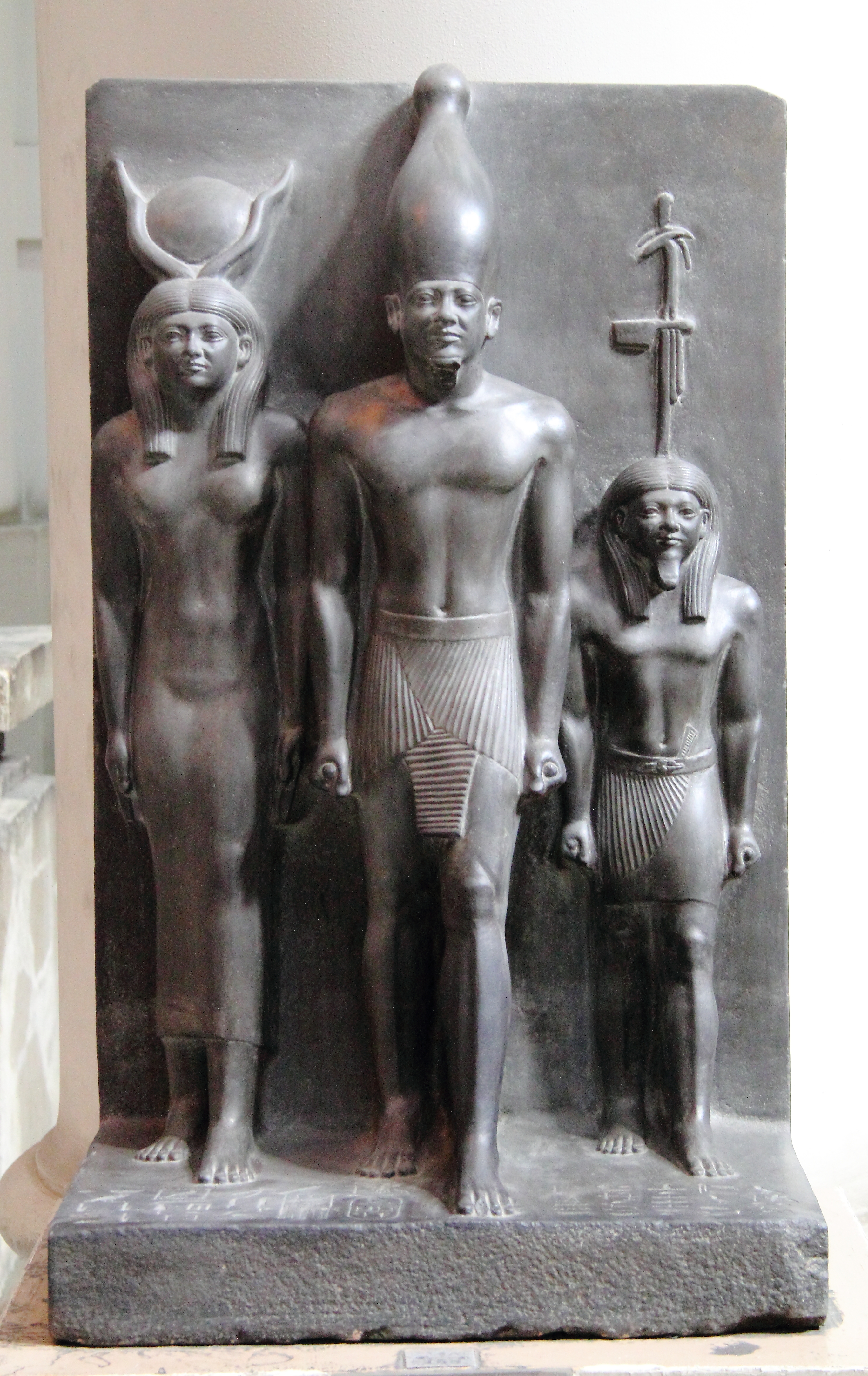
Menkaure-faraon al Egiptului
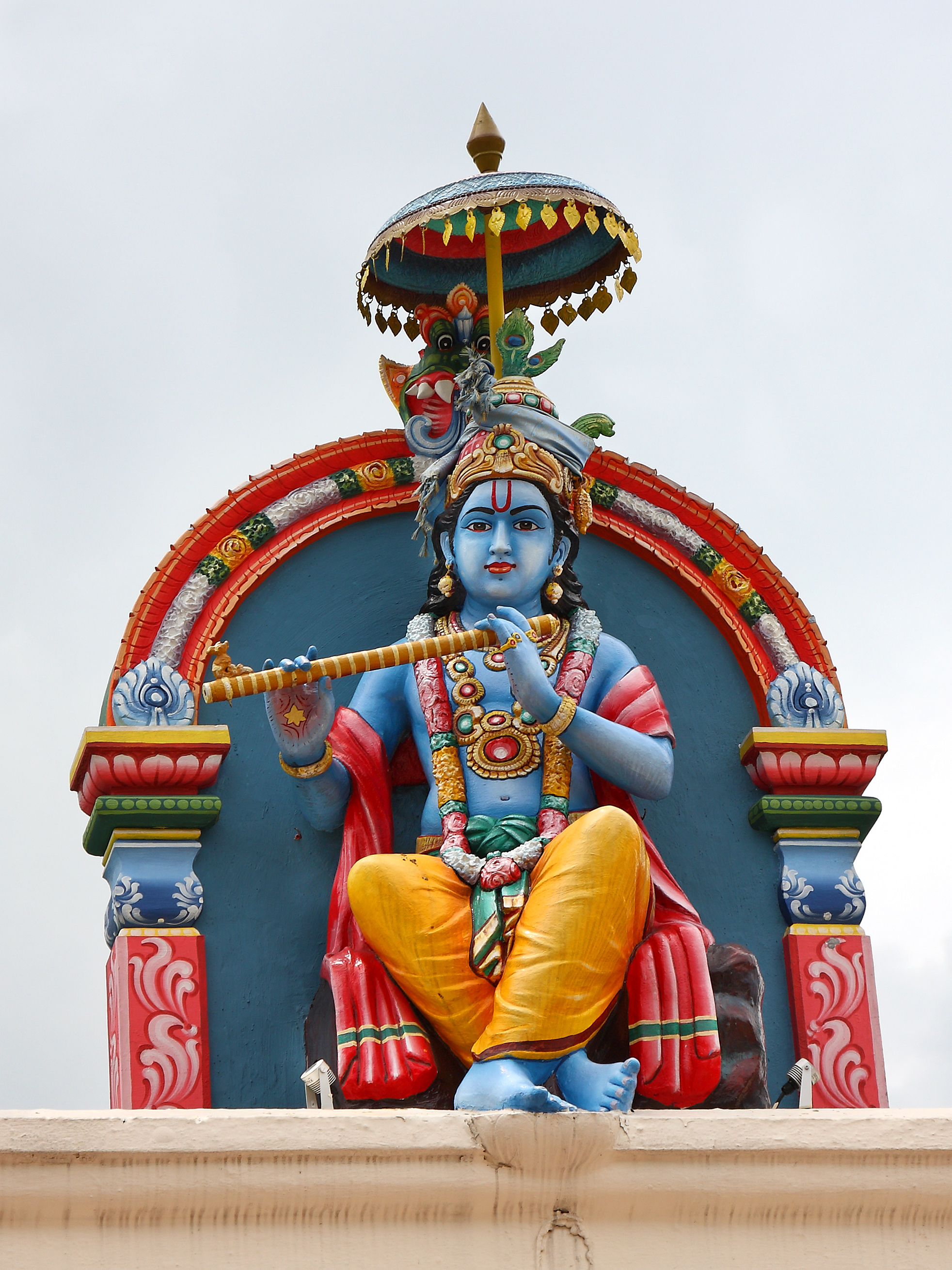
Krishna - conducator al triburilor Shuraseni si Vrishni  din Insula Dwaraka,  venerat ca zeu hindus
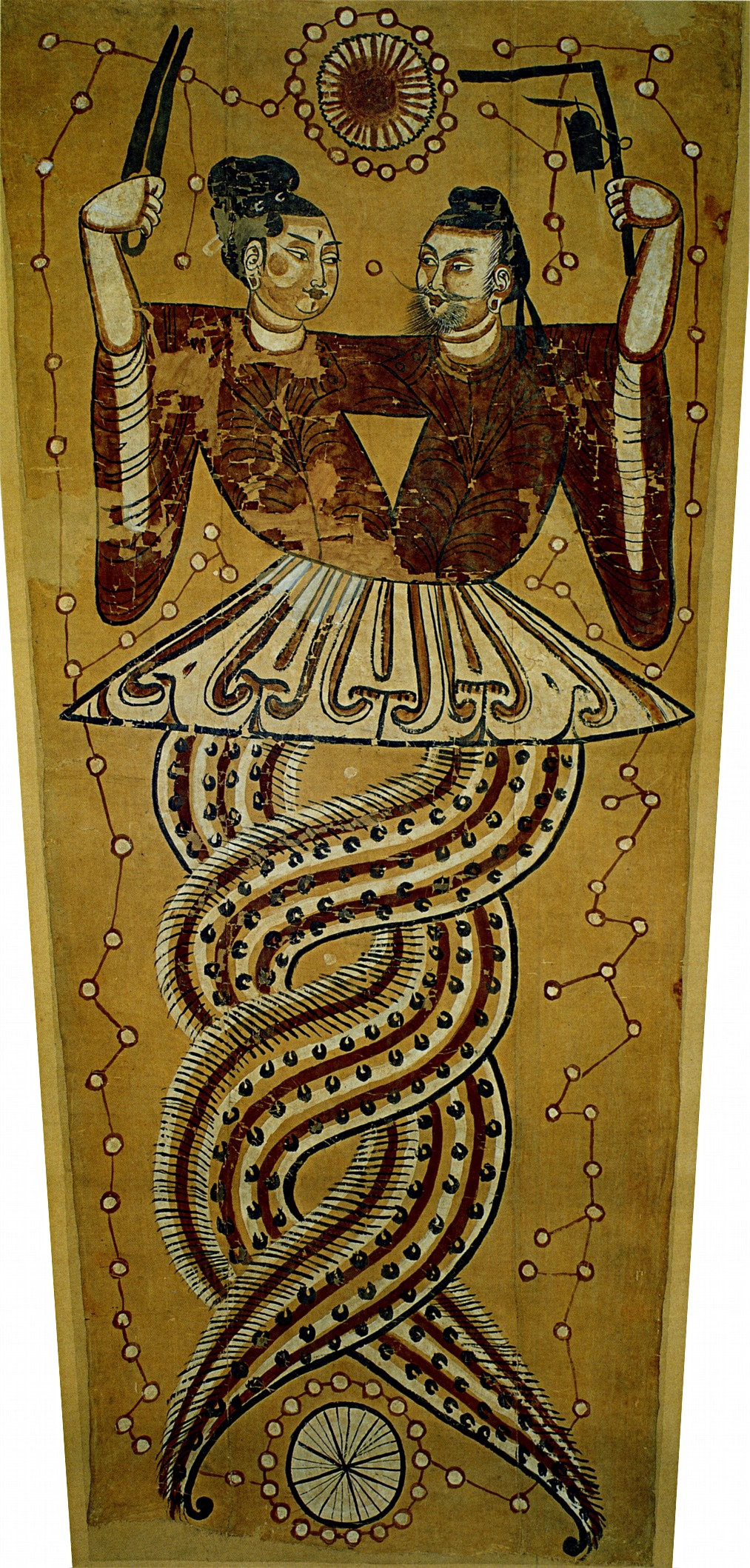
Fratii Fuxi si Nü Wa, eroii legendari ce i-au invatat pe chinezi sa vaneze, sa pescuiasca si sa scrie
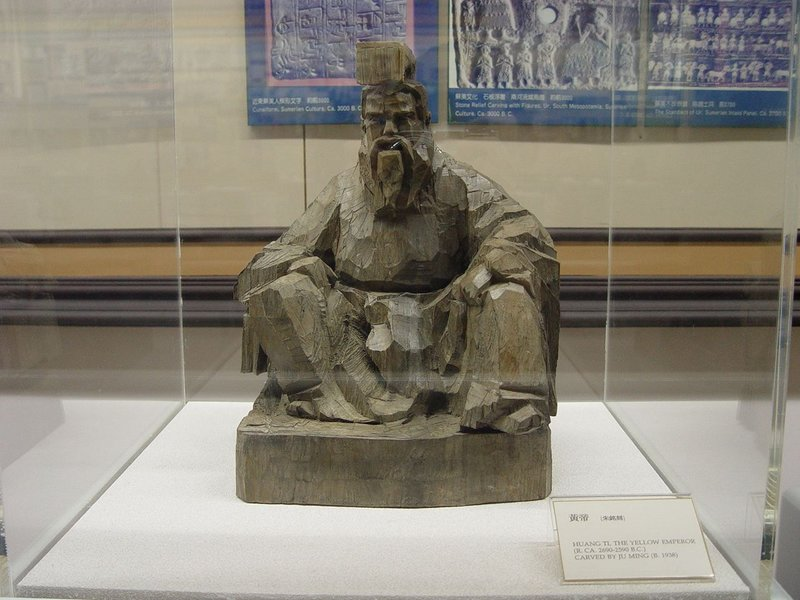
Imparatul "Galben" , suveran legendar al Chinei
Yao, imparat legendar al Chinei

## Cronologie
- 3000 i.en.- moare Narmer, primul faraon al Egiptului unificat si fondator al primei dinastii
- 3000 i.en.-primele dovezi că oamenii începeau să extragă aurul și să-l prelucreze în Orientul Mijlociu
- 3000 i.en.-Regatul Nubian Ta-Seeti ia sfârșit în urmă raidurilor duse de Egipt
- 3000 i.en.- Războiul Mahabharat și Kurukshetra din India.
- 3112 i.en.- se naște regele Krishna, figura centrală în războiul Mahabharata și Kurukshetra.
- 3000-2000 i.en.-în Danemarca de azi, locuitorii încep să construiască vase pentru navigație
- 2890 i.en.- cea de-a două dinastie a Egiptului, domnia faraonului Hotepsekhemwy
- 2800 i.en.- fondarea orașului Mari din Siria. Triburile  semitice ocupă nordul Irakului.  Fenicienii se stabilesc pe coasta Siriei de azi, fondând orașele Tir și Sidon.
- 2850 i.e.c. și 2205 i.e.c. -   regii mitologici , cei Trei Augusti și Cinci Suverani, domnesc în China . Erau considerați semi-zei sau regi-zei care foloseau puterile lor magice în favoarea propriului lor popor, a cărei viață o îmbunătățeau. Datorită virtuții și puterilor lor supranaturale au viețuit incredibil de mult și au guvernat într-o perioada îndelungată de pace.
- 2879 i.en.-Ascensiunea Regatului Van Lang și a Dinastiei Hong Bang în nordul Vietnamului de azi.
- 2800-2700 i.en.-locuitorii Greciei Cicladice din Keros produc harpe.
- 2800 i.en.- ia naștere Regatul Elamului în Iranul de azi
- 2700 i.en.-  sunt însămânțați  copacii de pin "Methuselah"  din Munții Albi, California de Est.
- 2686 i.en.-cea de-a treia dinastie din Egipt-domnia faraonului Sanakhte
- 2613 i.en.-cea de-a patra dinastie din Egipt-domnia faraonului Sneferu
- 2600 i.en.-fondarea  civilizațiilor iberice chalcolithice din Los Millares și Zambujai. Este fondată Civilizația din Valea Indusului.
- 2500 i.en.-construirea templului subteran utilizat că necropola în Malta ,  finisarea monumentului megalitic Stonehenge din Câmpul Salisbury, Wiltshire,  Anglia de azi;  terminarea Marii Piramide de la Giza de către faraonul Khufu în Egipt;  construirea de piramide și observatoare astronomice primitive în Peru
- 2500-2200 i.n.- sunt produse două figurine de femei și tigăi din ceramică în Grecia Cicladica.  În Sumer debutează dinastia Lagash
- 2498 i,en.-cea de-a cincea dinastie din Egipt , domnia  faraonului Userkaf
- 2492 i.en.- patriarhul armenian Hayk l-a învins pe regele babilonian Bel
- 2474-2398 i.en.-era de aur a orașului-stat Ur din Mesopotamia
- 2345 i.en.-a șasea dinastie din Egipt, domnia faraonului Teti
- 2334 i.en.-Sargon al Akkadului cucerește Mesopotamia, stabilind primul imperiu din istorie: Imperiul Akkadian
- 2300 i.n.- grupuri de păstori sosesc în Nubia
- 2181 i.en.- a șaptea și a opta dinastie idn Egipt
- 2160 i.en. - a noua dinastie din Egipt, domnia faraonului  Akhtoy Meryibtowe
- 2134 i.en.- a unsprezecea dinastie din Egipt, domnia faraonului Mentuhotep I
- 2070-1600 i.en.-prima dinastie chineză cunoscută: Xia.  Este stabilit un sistem de guvernământ.

## Invenții, descoperiri
- 3500 i.en.-scrierea indusă dezvoltată în Valea Indusului. Dezvoltarea ceramicii în America.
- 3000 i.en.-roata olarului apare în Mesopotamia
- 2900 i.en.-2400 i.en.-sumerienii inventează fonogramele
- 2650 i.en.  în orașul Dholavira din Valea Indusului se dezvoltă rezervoare, scrierea,  prelucrează metalele și ceramica
- 2300 i.en.- metalele sunt prelucrate în nordul Europei. Chinezii consemnează prima cometa din istoria astronomiei .  Sunt folosite pânzele pentru corăbii.  Sunt construite primele ziggurate în Sumer.  Orientul Apropiat intră în era bronzului.  Este produsă prima roată medicinală în America.
- 2500-2000  i.en.- este prelucrat cuprul și bronzul în Irlanda. Caii sunt domesticiți  de către indo-europeni în Centrul Eurasiei.
- 2000 i.en.- este fabricat primul car tras de cai în Asia Centrală. Cămilele sunt domesticate.   Un sistem de canalizare este dezvoltat în  Valea Indusului, în marile orașe că Mohenjo-Daro și Harrappa.  Medicina sumeriană descoperă beneficiile tratamentului la izvoarele minerale.  Lâna este produsă în Europa.  Sumerienii folosesc un sistem numeric bazat pe multiplii de 6 și 12.  Egiptenii încep să  producă papirisul pe care consemnează hieroglife.
- Arcul și săgeata sunt utilizate în război.
- Populațiile austronesiene descoperă sistemul de navigație ceresc, ghidându-se după stele și constelații.
- În România de azi, indivizi   inhaleaza  fumul de  cannabis în cadrul ritualurilor funerare.

## Secole
| Secolul al XXI-lea î.Hr. | Secolul al XXII-lea î.Hr. | Secolul al XXIII-lea î.Hr. | Secolul al XXIV-lea î.Hr. | Secolul al XXV-lea î.Hr. | Secolul al XXVI-lea î.Hr. | Secolul al XXVII-lea î.Hr. | Secolul al XXVIII-lea î.Hr. | Secolul al XXIX-lea î.Hr. | Secolul al XXX-lea î.Hr. |